# 金子勝美
金子 勝美（かねこ かつみ、1949年5月31日 - ）は、埼玉県大宮市（現在のさいたま市大宮区）出身の元プロ野球選手。ポジションは内野手。
娘は女子プロゴルファーの金子絢香。

## 来歴・人物
埼玉県立大宮高等学校では1966年、2年生の時に三塁手として春の選抜に出場。1回戦で宮崎商を降すが、続く2回戦で平安高の門野利治に抑えられ惜敗。同年の秋季関東大会県予選からエースとなり、1回戦で深谷商をノーヒットノーランに抑える。秋季関東大会では決勝に進むが、桐生高に大敗した。翌1967年には夏の甲子園に出場。1回戦で報徳学園と対戦、9回裏2死までリードするが、ここから反撃を許し、大会史上初の本盗による逆転サヨナラ負けを喫した。しかし秋の埼玉国体では、決勝で大分商の河原明に投げ勝ち優勝。チームメートに吉田誠、新井良雄（2年生）、鈴木治彦、島村雄二（いずれも1年生）がいた。1967年ドラフト会議で東京オリオンズから8位指名を受けるも拒否。
卒業後は早稲田大学に進学し内野手に転向。東京六大学野球リーグでは1968年秋季リーグで優勝を経験するが、谷沢健一、荒川堯らの卒業によって戦力が低下し、その後は優勝に届かなかった。1970年春季リーグでは打率.434で首位打者を獲得し、ベストナイン（三塁手）に選出されている。リーグ通算75試合出場、275打数77安打、打率.280、3本塁打、32打点。大学同期に内野手の望月博、中村勝広、田中伸樹がいる。
1971年ドラフト会議で中日ドラゴンズから4位指名を受け入団。強肩俊足の内野手として期待され、1972年にジュニアオールスターにも出場した。翌1973年には二塁手として5試合に先発出場を果たすが、その後は故障もあり一軍には定着できず、1977年限りで引退した。
引退後はナカヤ商事、豪州屋で勤めた後にニュースキンの経営者として成功している。

## 詳細情報

### 年度別打撃成績
| 年 度     | 球 団     | 試 合 | 打 席 | 打 数 | 得 点 | 安 打 | 二 塁 打 | 三 塁 打 | 本 塁 打 | 塁 打 | 打 点 | 盗 塁 | 盗 塁 死 | 犠 打 | 犠 飛 | 四 球 | 敬 遠 | 死 球 | 三 振 | 併 殺 打 | 打 率 | 出 塁 率 | 長 打 率 | O P S |
| --------- | --------- | ----- | ----- | ----- | ----- | ----- | -------- | -------- | -------- | ----- | ----- | ----- | -------- | ----- | ----- | ----- | ----- | ----- | ----- | -------- | ----- | -------- | -------- | ----- |
| 1972      | 中日      | 17    | 10    | 10    | 2     | 1     | 0        | 0        | 1        | 4     | 1     | 0     | 0        | 0     | 0     | 0     | 0     | 0     | 3     | 2        | .100  | .100     | .400     | .500  |
| 1973      | 中日      | 29    | 26    | 25    | 4     | 5     | 0        | 0        | 0        | 5     | 1     | 1     | 1        | 0     | 1     | 0     | 0     | 0     | 5     | 0        | .200  | .192     | .200     | .392  |
| 1975      | 中日      | 2     | 3     | 2     | 0     | 0     | 0        | 0        | 0        | 0     | 0     | 1     | 0        | 0     | 0     | 1     | 0     | 0     | 1     | 0        | .000  | .333     | .000     | .333  |
| 1977      | 中日      | 3     | 2     | 2     | 0     | 0     | 0        | 0        | 0        | 0     | 0     | 0     | 0        | 0     | 0     | 0     | 0     | 0     | 0     | 0        | .000  | .000     | .000     | .000  |
| 通算：4年 | 通算：4年 | 51    | 41    | 39    | 6     | 6     | 0        | 0        | 1        | 9     | 2     | 2     | 1        | 0     | 1     | 1     | 0     | 0     | 9     | 2        | .154  | .171     | .231     | .402  |

### 記録
- 初出場・初打席：1972年4月25日、対阪神タイガース3回戦（阪神甲子園球場）、8回表に稲葉光雄の代打として出場、村山実の前に凡退
- 初安打・初打点・初本塁打：1972年9月17日、対読売ジャイアンツ25回戦（後楽園球場）、9回表に島谷金二の代打として出場、高橋一三からソロ
- 初先発出場：1973年5月10日、対ヤクルトアトムズ5回戦（中日球場）、7番・二塁手で先発出場

### 背番号
- 31 （1972年 - 1977年）